# روبن دافي
روبن دافي (بالإنجليزية: Robin Davey)‏ هو مغن مؤلف وعازف قيثارة بريطاني، ولد في 29 ديسمبر 1975 في St Austell ‏ في المملكة المتحدة.

## وصلات خارجية
- الموقع الرسمي